# 頌栄女子学院中学校・高等学校
頌栄女子学院中学校・高等学校（しょうえいじょしがくいんちゅうがっこう・こうとうがっこう、英: Shoei Girls' Junior and Senior High School）は、東京都港区白金台に所在し、中高一貫教育を提供する私立女子中学校・高等学校。

## 沿革
- 1884年 - 頌栄学校が岡見清致（おかみ きよむね／岡見清熙の甥）により開校[1][2]
- 1885年
  - 2月 - 岡見が頌栄瑛学校開校[1]
  - 9月 - 岡見が頌栄女学校を開校し女子普通教育に一本化[1]
- 1888年 - 木村熊二を校長に迎える[1]
- 1920年 - 高等女学校に昇格[2]
- 1964年 - 「頌栄女子学院中学校・高等学校」に改称[2]
- 1982年 - 英国に、英国学校法人Winchester Shoei Collegeが開学[2]
- 1994年 - 高等学校の生徒募集を中止[2]

## 創立者
岡見清致（1855年生）は九州中津藩士・岡見清通の子で、一家は明治維新後は東京大崎に住み、品川、芝方面に広く土地をもつ地主として貸地貸家業を営んだ。清致は江戸・築地で生まれ、家業を継いだ。叔父に福澤諭吉を引き立てた岡見清熙（彦三）がおり、清致は福澤の影響で英学を学ぶとともに、幕末の儒学者林靏梁にも師事した。一族の岡見辰五郎が青物横町の自宅内にキリスト教の説教所を設け、品川教会を設立したことから、清致も米国長老教会派遣宣教師オリバー・マクリーン・グリーンより受洗。1878年に家塾「品台学舎」の設立を出願し、1884年に頌栄小学校として開校した。
実弟に岡見京の夫である岡見千吉郎がいる。清致の妻に、田中不二麿子爵の妹の静子（1865年生）、奥平昌邁伯爵の娘の春（1878年生）らがいる。岡見家は裕福な一族であり、清致の弟の千吉郎、義治とともに、千吉郎の妻京、清致の子の敬一（1879年生）、慎二（1883年生）も米国に私費留学した。長男敬一は頌栄学園の校主・理事長となり、陸軍中将の坪井航三男爵の娘と結婚、二男の慎二は同校第四代校長を務め、台北高等商業学校校長武田英一の娘と結婚、三男・弟三は堤正義の娘と結婚、長女みゑは小室信夫の二男小室三吉に、二女きよは秤座守随商店の守随啓四郎に嫁いだ。理事長、校長を務めた岡見如雪（1916-2011、立教大卒、元三井物産ほか）は敬一の長男、同岡見清明（1943年生、慶應大卒、元電通）は如雪の長男。清致の姉すみ（寿海）の入婿に岡見正（頌栄小学校校長）、その娘育の夫に田口卯吉の長男田口文太、正の甥に米国で写真家となった松浦栄がいる。千吉郎の弟岡見彦蔵（1860年生）も頌栄女学校の教壇に立ち、1903年から1905年に校長を務めている。

## 教育方針
- 高雅な品性や豊かな国際感覚の涵養、社会のために貢献奉仕できる人格を形成し、将来その人格が社会に出て活かされることを目標にしている[14]。
- 頌栄女子学院はキリスト教学校であり、毎朝礼拝をもって学院生活を始める。学校名の「頌栄」は神の名を褒め称えるという意味を持つ[14]。

## 施設環境
- 校舎すべてを対象に2007年から「耐震補強」およびリニューアルのための工事を進めている[15]。
- 頌栄山荘
- 軽井沢学荘

## 年間行事
- 文化祭に当たるコ・ラーナーズ・デイ (CLD) は毎年9月に行われる。
- 10月に運動会に当たるショーエイ・フィールド・デイ (SFD) がある[16]。

## クラブ活動
特別クラブ
- 聖歌隊
- ハンドベルクワイア

文化系クラブ
- アニメーション制作部
- E.S.S.
- 演劇部
- 華道部
- クッキング部（高校のみ）
- コンピュータ部
- 茶道部
- 写真部
- 手芸部
- 手話部（英語・日本語）
- 書道部
- 聖書研究部
- 箏曲部
- 日本舞踊部
- 美術部
- フォークソング部
- 文芸部
- 放送部
- 模擬国連部
- 理科研究部

体育系クラブ
- 弓道部
- 剣道部
- 硬式テニス部
- 水泳部
- ソフトテニス部
- ソフトボール部
- 卓球部
- ダンス部
- チアリーディング部
- バスケットボール部
- バドミントン部
- バレーボール部
- 陸上競技部

## 交通
- 都営地下鉄浅草線高輪台駅 徒歩1分
- JR山手線・東急池上線五反田駅 徒歩10分
- 東京メトロ南北線・都営地下鉄三田線白金高輪駅 徒歩10分

## 制服
- 冬服 ブレザー
- 夏服 ブラウス、ワンピース（盛夏服）

※ 中高共通。盛夏服を除きスカートの柄、ブラウスの襟の形、ブレザーの校章の色が異なる。盛夏服は、中高でデザインが異なる。
※ 日本で初めてブレザーとチェック柄（タータン）の制服スカートを正式な制服として採用した。スコットランドの男性が着る正装を模したもので、巻きスカートになっている。
※ ジャケットとタータンチェックスカートの制服は北九州市のミッションスクールが高校女子の制服として1970年から採用している。
※横浜市には1981年からタータンチェックのブレザーとスカートの制服を中高女子のオプションとして採用していた学校がある。

## 著名な出身者

### 作家・漫画家
- 上田トシコ - 漫画家
- 黒田晶 - 作家

### 学者・研究者
- 大木聖子 - 地震学者[19]

### 女優・歌手・タレント
- 菅井きん - 女優
- 本居貴美子 - 童謡歌手
- 露原千草 - 女優
- 笹森礼子 - 女優、歌手
- 白川由美 - 女優
- 南悠子 - 女優、元宝塚歌劇団団員
- 音無美紀子 - 女優[20]
- 津田京子 - 女優
- 徳永れい子 - 元女優
- 北林早苗 - 女優
- 豊浦美子 - 元女優
- 星野みどり - 元女優
- 新藤恵美 - 女優
- 高橋ひとみ - 女優
- 真梨邑ケイ - 歌手[21]
- 小野リサ - ボサノヴァ歌手
- 日髙のり子 - 声優、女優
- 高橋伶奈 - ミュージカル女優
- 廣瀬友里 - シンガーソングライター
- Fayray - 歌手、シンガーソングライター
- 林佑香 - タレント

### アナウンサー
- 森麻季 - フリーアナウンサー、元日本テレビアナウンサー
- 前田真理子 - 元テレビ東京アナウンサー
- 野口葵衣 - NHKアナウンサー
- 小泉恵未 - フリーアナウンサー
- 大村絵美 - フリーアナウンサー
- 近藤あずみ - フリーアナウンサー
- 川﨑玲奈 - K-MIX 静岡エフエム放送 アナウンサー

## エピソード
女優の菅井きんと高橋ひとみは同校の卒業生で先輩・後輩（年齢は母娘ほどの開きがある）に当たり、共演もしている。母校の話になった時、菅井が女学生時代に習った先生が、高橋が在学していた時も教鞭を執っていた事実が分かり、驚愕したという。当時の校則で芸能活動は一切禁止だったが、高橋は入学時から成績優秀だったそうでこのまま成績が落ちることなく優秀ならば退学せずに芸能活動を認めるとの許可が特例で出たそうで、卒業後は女優業を優先したかったために大学進学は諦めたが在学中は学業も継続して頑張り卒業まで校内で成績は上位だったとインタビューなどで語っている。